# 加爾松鎮
加爾松鎮是哥倫比亞的城鎮，位於該國南部，由普圖馬約省負責管轄，始建於1946年，面積1,250平方公里，海拔高度529米，2005年人口15,085，人口密度每平方公里12.07人。
01°01′46″N 76°36′59″W / 1.02944°N 76.61639°W